# Giovan Battista Borghesi
Giovan Battista Borghesi, scritto anche Giovanni Battista Borghesi o Giambattista Borghesi (Parma, 25 novembre 1790 – Parma, 11 dicembre 1846), è stato un pittore italiano.

## Biografia

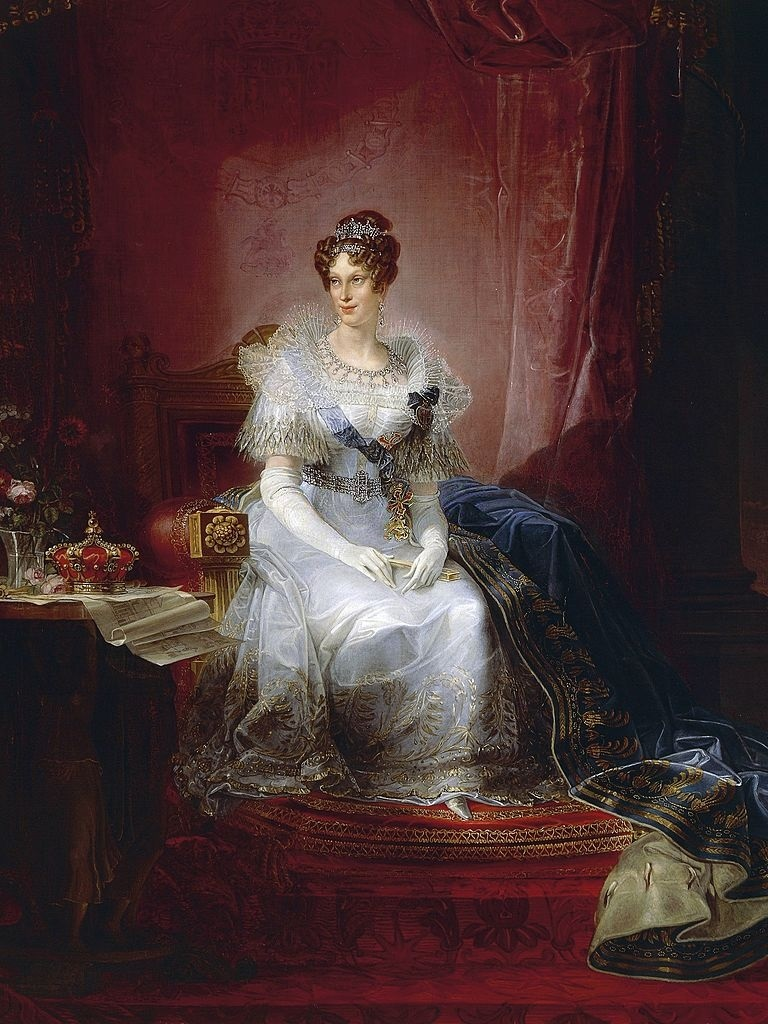
il ritratto della duchessa Maria Luigia (conservato nella Galleria Nazionale di Parma)

Ebbe la prima educazione artistica alla scuola pittorica di Biagio Martini. Tra i suoi primi lavori gli affreschi La morte di Ettore e La fuga delle vestali, realizzati nella casa dello zio Pietro Borghesi. Intorno al 1815 dipinge nel Palazzo Ducale di Colorno un Omero che spiega l'Iliade (andato poi distrutto) e decorazioni in varie stanze. Nella chiesa di Santa Margherita a Colorno dipinge la Madonna col Bambino e i Santi.
Dopo aver realizzato alcuni dipinti in varie chiese di Parma, tra cui un Sant'Antonio Abate nella chiesa di Sant'Uldarico, nel 1822 dipinge una grande pala ovale con la Santissima Trinità nell'oratorio della Trinità dei Rossi, che fu molto apprezzata e gli valse un sussidio ducale con il quale partì per Roma nel 1823. Restò a Roma due anni e dipinse alcune scenografie per il Teatro Argentina. Sulla via del ritorno a Parma si fermò a Perugia e a Firenze, dove eseguì vari quadri tra cui Ritratto della Fornarina e Ritratto di Galileo, ispirati ad analoghe opere di Raffaello e Sustermans.
Tornato a Parma, nel 1830 viene nominato professore di pittura all'Accademia di Belle Arti. Esegue restauri degli affreschi del Parmigianino a Fontanellato, poi realizza quelli che sono considerati i suoi capolavori, il ritratto della duchessa Maria Luigia (conservato nella Galleria Nazionale di Parma), la volta e il sipario del nuovo Teatro Regio e la volta della terza sala della Biblioteca Palatina.
Di salute spesso malferma, venne curato da Giacomo Tommasini. Morì a Parma all'età di 56 anni.
A Parma gli è intitolata una via che collega via Garibaldi con via Verdi, nei pressi della stazione ferroviaria.